# Reagan Singh
Reagan Singh Keisham (Manipur, 1º aprile 1991) è un calciatore indiano, difensore svincolato.

## Carriera
A settembre 2020 firma un accordo di un anno col Chennaiyin.

## Statistiche

### Presenze e reti nei club
| Stagione          | Squadra           | Campionato        | Campionato | Campionato | Coppe nazionali | Coppe nazionali | Coppe nazionali | Coppe continentali | Coppe continentali | Coppe continentali | Altre coppe | Altre coppe | Altre coppe | Totale | Totale |
| Stagione          | Squadra           | Comp              | Pres       | Reti       | Comp            | Pres            | Reti            | Comp               | Pres               | Reti               | Comp        | Pres        | Reti        | Pres   | Reti   |
| ----------------- | ----------------- | ----------------- | ---------- | ---------- | --------------- | --------------- | --------------- | ------------------ | ------------------ | ------------------ | ----------- | ----------- | ----------- | ------ | ------ |
| 2020-2021         | Chennaiyin        | ISL               | 18         | 0          | -               | -               | -               | -                  | -                  | -                  | -           | -           | -           | 18     | 0      |
| 2021-2022         | Chennaiyin        | ISL               | 18         | 0          | -               | -               | -               | -                  | -                  | -                  | -           | -           | -           | 18     | 0      |
| 2022-2023         | Chennaiyin        | ISL               | -          | -          | SC              | -               | -               | -                  | -                  | -                  | DC          | 0           | 0           | 0      | 0      |
| Totale Chennaiyin | Totale Chennaiyin | Totale Chennaiyin | 36         | 0          |                 | -               | -               |                    | -                  | -                  |             | -           | -           | 36     | 0      |
| 2022-2023         | Hyderabad         | ISL               | 7+1        | 0          | SC              | 3               | 0               | QAFC Cup           | 1                  | 0                  | DC          | 1           | 0           | 13     | 0      |
| Totale carriera   | Totale carriera   | Totale carriera   | 44         | 0          |                 | 3               | 0               |                    | 1                  | 0                  |             | 1           | 0           | 49     | 0      |